# Bohumil Jank
Bohumil Jank (* 6. Juli 1992 in Milevsko, Tschechoslowakei) ist ein tschechischer Eishockeyspieler, der seit Mai 2020 erneut beim Mountfield HK Hradec Králové aus der tschechischen Extraliga  unter Vertrag steht.

## Karriere

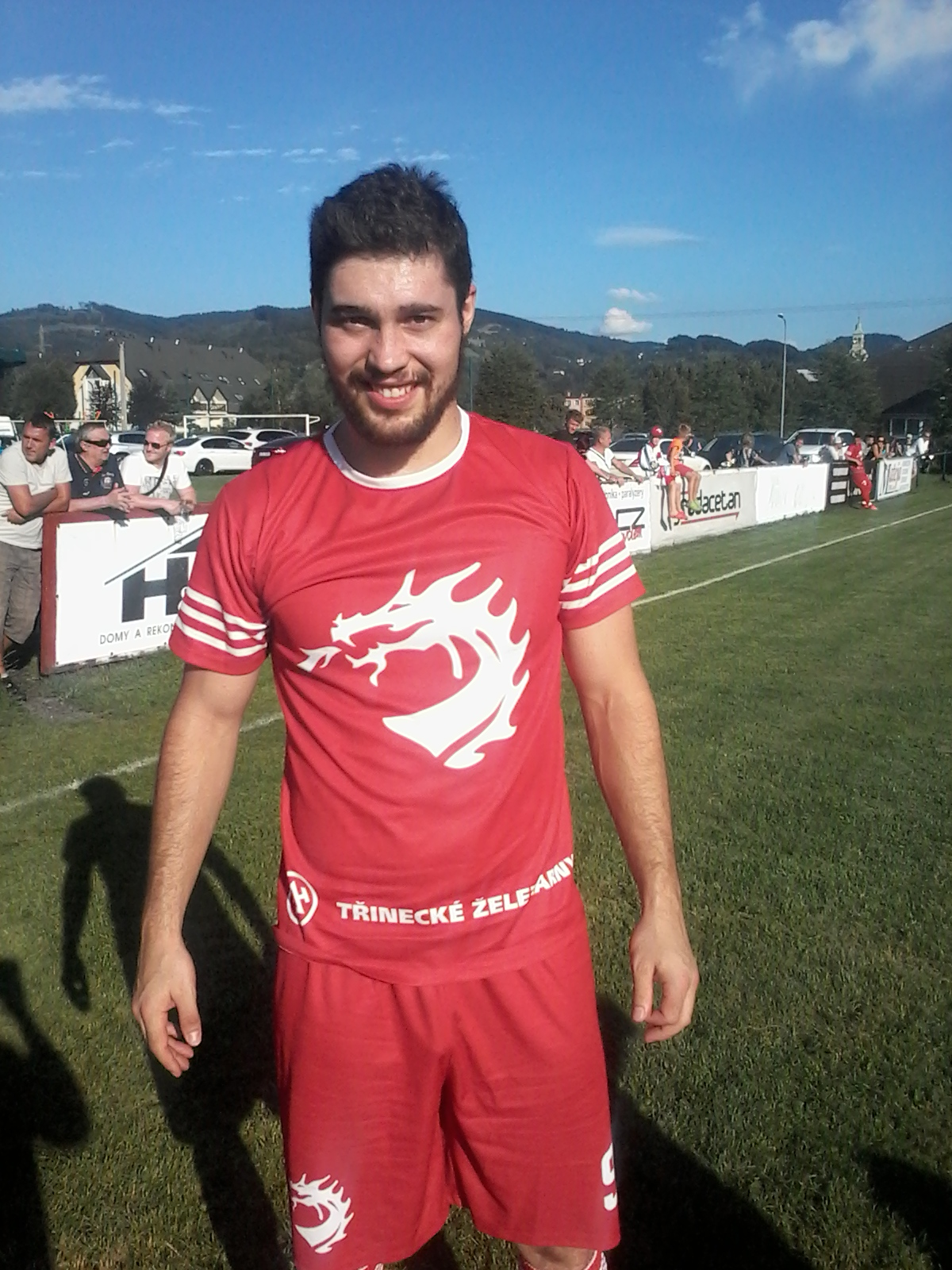
Bohumil Jank (2016)

Bohumil Jank begann seine Karriere als Eishockeyspieler in der Nachwuchsabteilung des HC České Budějovice, für dessen Profimannschaft er von 2009 bis 2011 insgesamt 20 Spiele in der tschechischen Extraliga absolvierte. In diesem Zeitraum spielte er parallel als Leihspieler für den HC Tábor und den IHC Písek in der 1. Liga, der zweiten tschechischen Eishockeyspielklasse. Im Januar 2011 wechselte der Verteidiger zu den Tigres de Victoriaville, bei denen er die Saison 2010/11 in der kanadischen Juniorenliga Ligue de hockey junior majeur du Québec beendete. In insgesamt 29 Spielen bereitete er dabei 14 Tore vor.
Zur Saison 2011/12 wurde Jank vom HC Lev Poprad aus der Kontinentalen Hockey-Liga verpflichtet. Ein Jahr später kehrte er zu seinem Heimatverein zurück. 2013 verkaufte der HC České Budějovice seine Extraliga-Lizenz an den Mountfield HK aus Hradec Králové und übernahm auch die Spielerverträge. Neben Einsätzen in der Extraliga für den Mountfield HK absolvierte Jank auch einige Partien für den HC Rebel Havlíčkův Brod und HC Stadion Litoměřice in der 1. Liga. Anschließend wechselte er im Februar 2016 innerhalb der Extraliga zum HC Oceláři Třinec, mit dem er 2018 tschechischer Vizemeister wurde. Nach diesem Erfolg erhielt er jedoch keine Vertragsverlängerung und wurde im Mai 2018 von den Piráti Chomutov verpflichtet. Nach einer weiteren Saison beim HC Škoda Plzeň kehrte er im Mai 2020 zum Mountfield HK zurück, mit dem er 2023 abermals tschechischer Vizemeister wurde.

### International
Für Tschechien nahm Jank an der U18-Junioren-Weltmeisterschaft 2010 und der U20-Junioren-Weltmeisterschaft 2011 teil.

## Extraliga-Statistik
(Stand: Ende der Saison 2022/23)